# Pierella albofasciata
Pierella albofasciata är en fjärilsart som beskrevs av Rosenberg och Talbot 1914. Pierella albofasciata ingår i släktet Pierella och familjen praktfjärilar. Inga underarter finns listade i Catalogue of Life.